# Ламас, Луис
Луис Мария Гало де ла Сантисима Тринидад Ламас Регера (исп. Luis María Galo de la Santísima Trinidad Lamas Reguera, род. в 1793 или 1798 — ум.4 сентября 1864) — уругвайский политик, самопровозглашённый президент Уругвая.

## Биография
Родился в 1793 (по другим данным в 1798) году. В 1828 году вошёл в состав Генеральной конституционной и законодательной ассамблеи Восточного государства Уругвай. С августа 1831 по март 1835 года занимал должность Политического и полицейского главы Монтевидео. В 1836 году выступил на стороне Мануэля Орибе, когда тот восстал против Фруктуосо Риверы, поддерживал Орибе и во время последовавшей потом гражданской войны в Уругвае.
После гражданской войны стал сенатором от департамента Канелонес. Когда в 1855 году началась Революция консерваторов — 29 августа провозгласил себя президентом, однако фактически контролировал только город Монтевидео. Его самопровозглашённое правительство не просуществовало и двух недель: 10 сентября конституционный президент Флорес подал в отставку, и во главе исполнительной власти страны был поставлен Мануэль Басилио Бустаменте.
Впоследствии вновь стал сенатором, занимал различные государственные посты. В 1860 году подал в отставку и переехал в аргентинский Росарио. Его внук, которого тоже звали Луис Ламос, был мэром Росарио в 1898—1904 годах.